# Magyar Történeti Színműtár
A Magyar Tudományos Akadémia kiadásában 1893-1907 között jelent meg Magyar Történeti Szinműtár tíz kötete. Az első kötet bevezetésében Gyulai Pál így ír:
"Túzberki Kóczán Ferencz 1887. jun. 6-án kelt alapító levelében 12,000 forint alapítványt tett oly czélból, hogy kamatjából 100 drb arany adassák évenként a pályatársai közt  legjobb történeti színmű szerzőjének  és 2000 frtot, melynek évi kamataiból e pályázat bírálói díjaztassanak. Ehhez képest az akadémia évenként a pályázó színművek tárgykörét akkép jelöli ki, hogy e korok kisebb korszakokban, az ősmondákon kezdve, az egész magyar történelmet felöleljék 1848-ig. Csak akkor áll szabadságában az akadémiának, korszak kijelölése nélkül is, általában magyar történeti színmüvekre tűzni ki a jutalmat, ha a korszakok chronologiai rendben egyszer már kitűzőitek. A színmüvek lehetnek tragédiák, vígjátékok és középfajú drámák; a mondai alapon írt  színművek ép úgy nincsenek kizárva  a  pályázatból, mint a csak történeti hátterűek. Súly fektendő a színszerűségre, a verses forma előnyéül tekintetik a műnek hasonló vagy közel hasonló társak fölött. A jutalom a viszonylag legjobb  műnek is mindig kiadatik, még pedig megosztatlanúl. Ha egyetlen pályamű sem érkezik, a ki nem adott jutalom  a következő  évihez csatoltatik. Ha  valamelyik évben a jutalom, sikerültebb pályaművek nem létében, oly színműnek  adatnék ki, mely a bírálók véleménye szerint nem áll irodalmi színvonalon, ugyan e tárgykör mindaddig újra kitűzendő, míg a jutalmat oly színmű nem nyeri, mely megüti az irodalom színvonalát."

## Digitális elérhetőség
- REAL-EOD